# Луцій Волузій Сатурнін (консул-суфект 3 року)
Луцій Волузій Сатурнін (лат. Lucius Volusius Saturninus, 38 рік до н. е. — 56 рік н. е.) — політичний діяч ранньої Римської імперії, консул-суффект 3 року.

## Життєпис
Походив з роду нобілів Волузіїв. Син Луція Волузія Сатурніна, консула-суфекта 12 року до н. е., та Нонії Полла.
З 2 року н. е. Сатурнін став членом жрецької колегії авгурів. У 3 році н. е. стає консулом-суфектом (разом з Публієм Сілієм). З 9 до 10 року займав посаду проконсула провінції Азія. З 14 року став членом колегій августалів та тітіїв. У 14—15 роках займав посаду легата пропретора, при цьому знаходився в імператорській провінції Ілірік. З 34 до 40 року був легатом пропретора Далмації. У 42 році Сатурнін був призначений префектом Риму.
Луцій Волусій Сатурнін мав бездоганну репутацію, володів великим, але законно надобутим майном й статками, незмінно користувався прихильністю усіх імператорів.

## Родина
Дружина — Корнелія.
Діти:
- Луцій Волузій Сатурнін, понтифік
- Квінт Волузій Сатурнін, консул 56 року.